# 우스만 이븐 아판
우스만 이븐 아판(عثمان بن عفان, Uthmān ibn ‘Affān, ?~656년 6월 17일 아라비아 반도 메디나)는 예언자 무함마드를 계승한 3대 정통 칼리파이다. (재위 644년~656년)

## 이슬람교 개종
메카의 부유하고 권력있는 우마이야 가문에서 태어난 우스만은 부유한 상인이 되었는데 615년경 무함마드가 메카에서 설교를 시작했을 때 우마이야 가문의 적개심을 야기시켰다. 그러나 5년 후인 620년 우스만은 무함마드를 받아들여 사회적, 경제적으로 지위있는 인물 중 첫 번째 개종자가 되었다. 무함마드는 자신의 딸을 우스만과 결혼시켰다.

## 칼리프
644년 2대 칼리프 우마르가 살해당하자 우스만은 우마르가 죽기전 조직해 놓은 선출위원회에 의해 알리를 제치고 칼리프로 선출되었다. 그는 우마르의 정복 사업을 계속 이어나가 650년~652년에 걸쳐 옛 페르시아 땅과 서쪽 이집트 땅을 정비하여 정복하고 그의 통치 시대 때 동쪽으로는 인도 인더스강 유역과 서쪽으로는 이집트에 이르는 광대한 이슬람 제국으로 발전되었고 꾸란을 정비하여 교리를 체계화했다. 그러나 자신의 출신 가문인 우마이야가에 지나치게 의존하여 다른 가문들의 큰 불만을 샀다.

## 죽음
650년 이집트와 이라크 지방에서 반란이 일어나고 655년 이집트의 반란군이 메디나로 진군하자 우스만은 그들을 회유하여 이집트로 돌려보냈다. 그러나 656년 다른 반란군이 우스만의 집을 포위했고 결국 며칠 간의 싸움 끝에 우스만은 불만을 품은 타민족 폭도들에게 암살당했다.